# Beinwil am See
Beinwil am See es una comuna suiza del cantón de Argovia, situada en el distrito de Kulm. Limita al norte con la comuna de Birrwil, al noreste con Meisterschwanden, al este con Fahrwangen, al sureste con Aesch (LU) y Hitzkirch (LU), al sur con Beromünster (LU), al suroeste con Menziken, y al oeste con Reinach.